# 下瓦察鄉
46°11′N 22°36′E / 46.183°N 22.600°E
下瓦察鄉（羅馬尼亞語：Comuna Vața de Jos, Hunedoara），是羅馬尼亞的鄉份，位於該國西部，由胡內多阿拉縣負責管轄，面積36平方公里，海拔高度277米，2007年人口3,965，人口密度每平方公里111人。